# Copa del Rei de Bahrain de futbol
La Copa del Rei de Bahrein de futbol és la principal competició futbolística per eliminatòries de Bahrain. És organitzada per l'Associació de Futbol de Bahrain.
La competició va rebre diverses denominacions durant la seva història: Copa de l'Emir (1952-59 i 1978-2002), Copa Federació (1960-77) i Copa del Rei (2003-present).

## Historial
Font:
- 1952: Muharraq Club
- 1953: Muharraq Club
- 1954: Muharraq Club
- 1955: Muharraq Club
- 1956: No es disputà
- 1957: No es disputà
- 1958: Muharraq Club
- 1959: Muharraq Club
- 1960: Al Nusoor Manama 1-0 Muharraq Club
- 1961: Muharraq Club 4-1 Al Nusoor
- 1962: Muharraq Club 7-1 Al Nahda
- 1963: Muharraq Club 2-0 Bahrain Riffa
- 1964: Muharraq Club 4-2 Al Nusoor Manama
- 1965: No es disputà
- 1966: Muharraq Club 5-0 Taj
- 1967: Muharraq Club 1-0 Al Arabi
- 1968: Al Nusoor Manama 2-1 Bahrain Riffa
- 1969: Al Arabi 4-0 Al Tursana
- 1970: Bahrain Club 5-2 Al Nusoor Manama
- 1971: Bahrain Club 4-2 Al Arabi
- 1972: Muharraq Club 2-0 Bahrain Club
- 1973: Bahrain Riffa 2-2 (8-7 pen) Bahrain Club
- 1974: Muharraq Club 3-2 Al Nusoor Manama
- 1975: Muharraq Club 5-1 Bahrain Club
- 1976: Al Hala 1-0 Bahrain Club
- 1977: Al Nusoor Manama 1-0 Muharraq Club
- 1978: Muharraq Club 1-0 Al Wahda
- 1979: Muharraq Club 1-0 Al Ahly Manama
- 1980: Al Hala 0-0 (4-2 pen) East Riffa Club
- 1981: Al Hala 2-2 (5-4 pen) Bahrain Club
- 1982: Al Ahly Manama 2-0 Bahrain Riffa
- 1983: Muharraq Club 2-0 Bahrain Riffa
- 1984: Muharraq Club 2-0 Bahrain Club
- 1985: Bahrain Riffa 1-1 (4-1 pen) Bahrain Club
- 1986: Bahrain Riffa 1-0 East Riffa Club
- 1987: Al Ahly Manama 1-0 Al Wahda
- 1988: Al Wahda 1-0 Al Ahly Manama
- 1989: Muharraq Club 1-0 East Riffa Club
- 1990: Muharraq Club
- 1991: Al Ahly Manama
- 1992: Al Wahda
- 1993: Muharraq Club
- 1994: Al Wahda
- 1995: Muharraq Club
- 1996: Muharraq Club (4-3 pen) Bahrain Club
- 1997: Muharraq Club 2-1 East Riffa Club
- 1998: Bahrain Riffa 2-1 Budaiya
- 1999: East Riffa Club 1-0 Al Hala
- 2000: East Riffa Club 3-1 Qadisiya
- 2001: Al Ahly Manama 1-0 Essa Town
- 2002: Muharraq Club 0-0 (4-2 pen) Al Ahly Manama
- 2003: Al Ahly Manama 2-1 Muharraq Club
- 2004: Al-Shabab 2-1 Busaiteen Club
- 2005: Muharraq Club 1-0 (pr.) Al-Shabab
- 2006: Al-Najma 1-0 Al Ahly Manama
- 2007: Al-Najma 2-0 Al Hala
- 2008: Muharraq Club 2-0 Al-Najma
- 2009: Muharraq Club 1-1 (9-8 pen) Riffa SC
- 2010: Riffa SC 4-0 Busaiteen Club
- 2011: Muharraq Club 3-0 Busaiteen Club
- 2012: Muharraq Club 3-1 Riffa SC
- 2013: Muharraq Club 2-2 (pr.) (4-3 pen) Riffa SC
- 2014: East Riffa SCC 2-1 (pr.) Busaiteen Club
- 2015: Al-Hidd 2-0 Busaiteen Club
- 2015-16: Muharraq Club 3-1 Riffa SC
- 2016-17: Manama SC 2-1 Muharraq Club
- 2017-18: Al-Najma 1-1 (pr.) (5-4 pen) Muharraq Club
- 2018-19: Riffa SC 2-1 (pr.) Al-Hidd
- 2019-20: Muharraq Club 1-0 Al-Hidd
- 2020-21: Riffa SC 2-0 Al Ahly Manama